# العلاقات الكويتية المالديفية
العلاقات الكويتية المالديفية هي العلاقات الثنائية التي تجمع بين الكويت والمالديف.

## مقارنة بين البلدين
هذه مقارنة عامة ومرجعية للدولتين:
| وجه المقارنة                                              | الكويت        | [[تصنيف:صفحات تستخدم رمز علم غير موجود\|]] المالديف |
| --------------------------------------------------------- | ------------- | --------------------------------------------------- |
| المساحة (كم2)                                             | 17.82 ألف     | 298                                                 |
| عدد السكان (نسمة)                                         | 4.14 مليون    | 436.33 ألف                                          |
| الكثافة السكانية (ن./كم²)                                 | 232.32        | 146.42 ألف                                          |
| العاصمة                                                   | مدينة الكويت  | ماليه                                               |
| اللغة الرسمية                                             | اللغة العربية | اللغة الديفهي                                       |
| العملة                                                    | دينار كويتي   | روفيه مالديفية                                      |
| الناتج المحلي الإجمالي (بليون دولار)                      | 120.13 مليار  | 4.60 مليار                                          |
| الناتج المحلي الإجمالي (تعادل القوة الشرائية) بليون دولار | 290.53 مليار  | 5.23 مليار                                          |
| الناتج المحلي الإجمالي الاسمي للفرد دولار أمريكي          | 29.30 ألف     | 8.39 ألف                                            |
| الناتج المحلي الإجمالي للفرد دولار أمريكي                 | 73.25 ألف     | 12.53 ألف                                           |
| مؤشر التنمية البشرية                                      | 0.816         | 0.706                                               |
| رمز المكالمات الدولي                                      | +965          | +960                                                |
| رمز الإنترنت                                              | .kw           | .mv                                                 |
| المنطقة الزمنية                                           | ت ع م+03:00   | ت ع م+05:00                                         |

## منظمات دولية مشتركة
يشترك البلدان في عضوية مجموعة من المنظمات الدولية، منها:
| علم المنظمة | اسم المنظمة                        | تاريخ انضمام الكويت | تاريخ انضمام المالديف |
| ----------- | ---------------------------------- | ------------------- | --------------------- |
|             | منظمة التعاون الإسلامي             | ?                   | ?                     |
|             | البنك الدولي للإنشاء والتعمير      | 13 سبتمبر 1962      | 13 يناير 1978         |
|             | يونسكو                             | 18 نوفمبر 1960      | 18 يوليو 1980         |
|             | منظمة التجارة العالمية             | ?                   | ?                     |
|             | وكالة ضمان الاستثمار متعدد الأطراف | 12 أبريل 1988       | 19 مايو 2005          |
|             | الاتحاد البريدي العالمي            | ?                   | ?                     |
|             | الاتحاد الدولي للاتصالات           | 14 أغسطس 1959       | 28 فبراير 1967        |
|             | مؤسسة التمويل الدولية              | 13 سبتمبر 1962      | 2 فبراير 1983         |
|             | منظمة الشرطة الجنائية الدولية      | ?                   | ?                     |
|             | الأمم المتحدة                      | 14 مايو 1963        | 21 سبتمبر 1965        |
|             | مؤسسة التنمية الدولية              | 13 سبتمبر 1962      | 13 يناير 1978         |
|             | منظمة حظر الأسلحة الكيميائية       | ?                   | ?                     |

## وصلات خارجية
- موقع وزارة الخارجية الكويتية
- موقع وزارة الخارجية المالديفية